# محوطه گندم گویه
محوطه گندم گویه مربوط به دوران‌های تاریخی پس از اسلام و است و در شهرستان رودسر، بخش رحیم‌آباد، روستای زوران واقع شده و این اثر در تاریخ ۲ بهمن ۱۳۸۲ با شمارهٔ ثبت ۱۰۷۲۱ به‌عنوان یکی از آثار ملی ایران به ثبت رسیده‌است.